# 二氮化二硫
二氮化二硫是一种无机化合物，化学式为S2N2。
将气态的S4N4在250–300 °C和低压（1mm Hg）下通过银纤维，可以得到S2N2。银会先参与反应，生成Ag2S，然后Ag2S催化剩余的S4N4分解为S2N2：
S4N4  +  8 Ag  →  4 Ag2S  +  2 N2
S4N4  →   2S2N2
另一种方法是使用更稳定的S4N3Cl。

S2N2在30°C爆炸性分解，它对撞击敏感。它容易升华，可溶于乙醚。在痕量水的存在下它会二聚为S4N4。在固态它可以聚合为(SN)x。它可以和路易斯酸通过氮原子形成加合物，如S2N2 · BCl3、S2N2 · 2AlCl3、S2N2 · SbCl5和S2N2 · 2SbCl5。